# Willemsbrug
Willemsbrug – drogowy most wantowy nad Nową Mozą w Rotterdamie, w Holandii. Został wybudowany w latach 1975–1981. Zawiera po dwa pasy ruchu w każdą stronę oraz dodatkowy pas dla transportu publicznego, po obu stronach mostu znajdują się również ścieżki dla pieszych oraz rowerzystów.
Nowy most miał zastąpić stary Willemsbrug, który funkcjonował od 1878 roku. Przed rozpoczęciem budowy rozważano także budowę tunelu, jednak ostatecznie zdecydowano się na przeprawę mostową. Most powstał ok. 100 m na wschód od poprzedniego mostu Willemsbrug. Budowa rozpoczęła się w 1975 roku, a oficjalne otwarcie z udziałem królowej Beatrycze i księcia Wilhelma Aleksandra nastąpiło 1 lipca 1981 roku. Architektem mostu był Cor Veerling. Równocześnie z oddaniem go do użytku stary most zamknięto, a następnie, w grudniu tego samego roku rozebrano.
Most nie łączy bezpośrednio obydwu brzegów rzeki, tylko północny brzeg z wyspą Noordereiland (skąd na południowy brzeg można dostać się przez most Koninginnebrug). Jest to most wantowy wsparty na dwóch pylonach, jego całkowita długość wynosi 318 m, szerokość – 33 m, a długość przęsła to 270 m. Prześwit mostu wynosi 11,5 m.